# レバロルファン
レバロルファン（Levallorphan INN, BAN；USAN levallorphan tartrate；商品名 Lorfan, NaloxifanおよびNaloxiphan）は、オピオイド鎮痛薬およびオピオイドアンタゴニスト・解毒剤として使用されるモルフィナン系のオピオイドモジュレーターである 。μオピオイド受容体（MOR）のアンタゴニストおよびκオピオイド受容体（KOR）のアゴニストとして作用し、その結果、モルヒネのような固有活性の高いより強力な薬物の作用を遮断すると同時に鎮痛作用をもたらす。
レバロルファンは以前は全身麻酔に広く使用されており、主に外科麻酔の導入に使用されるオピオイド鎮痛薬やバルビツール酸系により生じる呼吸抑制を逆転させ、（KORアゴニズムを介して）鎮痛効果を維持するために使用されていた。現在では、新薬のナロキソンが代わりに使用される傾向にあるため、この目的で使用されることはあまりない。レバロルファンはまた、主ににおいて、オピオイド鎮痛薬の副作用を軽減するために併用され、MORのフルアゴニストと併用されるごく少量のレバロルファンは、後者が単独で使用される場合よりも大きな鎮痛をもたらす。レバロルファンとペチジン（メペリジン）の併用は実際に頻繁に使用されたため、Pethilorfanとして知られる標準化された製剤が利用可能であった。
KORのアゴニストとして、レバロルファンは十分な用量で、幻覚、解離、その他の精神病様作用、不快、不安、せん妄、めまい、失見当識、現実感喪失、酩酊感、妄想、偏執病、奇怪、異常、不穏な夢などの重度の精神反応を引き起こすことがある。